# Philornis downsi
Philornis downsi е насекомо от разред Двукрили, паразит с произход от остров Тринидад. За паразита все още се знае малко и наличната информация за него се дължи на инвазията му на Галапагоските острови в резултат на човешката дейност. За пръв път на архипелага той е регистриран през 1964 г. Това е паразит, чиято възрастна форма представлява свободно живееща муха. Ларвната ѝ форма обаче е облигатен паразит, нападащ птиците. Нейното развитие преминава през три фази докато какавидира. През този етап от развитието си тя живее в гнезда на птици и ги напада през нощта, като се храни с кръв от тях. В първата и началото на втората фаза ларвата смуче кръв от места с нежна тъкан каквито са лигавиците. На по-късен етап тя пробива кожата, откъдето се храни. Ларвите нападат младите неоперени птици като инвазията може да допринесе до значителна загуба на кръв (около 18 – 55%) и висок процент на смъртност при голишарчетата – до 76%.